# Esves-le-Moutier
Esves-le-Moutier település Franciaországban, Indre-et-Loire megyében. Lakosainak száma 154 fő (2022. január 1.). Esves-le-Moutier Betz-le-Château, Ciran, Ferrière-Larçon, Saint-Senoch és Varennes községekkel határos.

## Népesség
A település népességének változása:
| Lakosok száma | 214  | 161  | 156  | 146  | 153  | 154  | 144  | 144  | 144  | 154  |
|               | 1968 | 1982 | 1990 | 2006 | 2013 | 2015 | 2017 | 2019 | 2020 | 2022 |